# 137 км (зупинний пункт, Запорізька дирекція Придніпровської залізниці)
137 км — залізничний пасажирський зупинний пункт Запорізької дирекції залізничних перевезень Придніпровської залізниці.
Розташований поблизу села Могиляни Чернігівського району Запорізької області на лінії Верхній Токмак I — Бердянськ між станціями Нельгівка (11 км) та Верхній Токмак I (11 км).
Станом на серпень 2019 р. по зупинному пункту 137 км двічі на день проходять дві пари дизель-потягів за напрямком Пологи — Бердянськ, проте не зупиняються.